# Viktor Grasselli
Viktor Grasselli (* 7. März 1936 in Ravensburg) ist ein deutscher Rechtsanwalt und Politiker (CDU). Von 1975 bis 1991 war er Bürgermeister der Stadt Tettnang.

## Leben
Viktor Grasselli wurde am 7. März 1936 als Sohn des Staatsanwalts und späteren Landgerichtspräsidenten Theodor Grasselli im oberschwäbischen Ravensburg geboren. Er entstammt einer Kaufmanns- und Advokatenfamilie, die innerhalb des habsburgischen Reichs Ende des 18. Jahrhunderts aus Torno bei Como ins vorderösterreichische Oberschwaben übergesiedelt war. Als erste in Oberschwaben ansässige Vorfahren gründeten Giovanni Abbondio Grasselli und Fideli Grasselli zunächst ein Handelshaus in Heiligkreuztal, welches sie dann 1782 gemeinsam mit einem Teilhaber in das ehemalige Franziskanerinnenkloster zum heiligen Kreuz in Riedlingen verlegten. Weitere Vorfahren waren im 19. und 20. Jahrhundert als Anwälte, Staatsanwälte und Richter in Ravensburg tätig.

### Ausbildung und Laufbahn
Nach dem Abitur am Spohn-Gymnasium Ravensburg studierte Viktor Grasselli Rechtswissenschaften in München und Tübingen. Auf die Referendarzeit folgte dann ein längerer Auslandsaufenthalt in Schweden. Anschließend war er für neun Jahre im höheren Verwaltungsdienst des Landes Baden-Württemberg tätig, zuletzt als Erster Landesbeamter (Stellvertreter des Landrats) beim Landratsamt Schwarzwald Baar in Villingen-Schwenningen.
Von 1975 bis 1991 war er Bürgermeister der Stadt Tettnang im Bodenseekreis. In seine Amtszeit fielen unter anderem der Bau der Tettnanger Umgehungsstraße (B 467), die Sanierung des Altstadtkerns, die Erschließung der Wohnbaugebiete Schäferhof und Hoher Rain, die Errichtung des Manzenberg-Stadions sowie die Eröffnung einer neuen Stadtbücherei. Nachfolger Grassellis im Amt des Bürgermeisters wurde Harald Meichle. Von 1992 bis Anfang 1993 war Grasselli beim Regierungspräsidium Dresden als Berater für verschiedene sächsische Landratsämter zuständig.
Von Februar 1993 bis Ende 2018 wurde Viktor Grasselli für die Ravensburger Kanzlei Dreher & Partner wieder als Anwalt tätig. Als Fachanwalt für Verwaltungsrecht lagen seine Tätigkeitsschwerpunkte im Bereich des öffentlichen Baurechts, des Erschließungsbeitragsrechts, des Wasserrechts, des Naturschutzrechts, des Bauplanungs- und Planfeststellungsrechts.
1980 wurde Viktor Grasselli Mitglied der Verbandsversammlung und ab 1994 Vorsitzender des Regionalverbands Bodensee-Oberschwaben; ihm folgte 2009 Hermann Vogler.
Von 1979 bis 2011 war er Mitglied des Kreistages im Bodenseekreis sowie langjähriger Fraktionsvorsitzender der CDU-Kreistagsfraktion.
Viktor Grasselli ist verwitwet und hat zwei erwachsene Söhne: Christian (* 1977) Chefarzt der Klinik für Unfallchirurgie, orthopädische Chirurgie und Endoprothetik am Krankenhaus Tettnang und Markus (* 1976) Banker bei Julius Bär in Zürich.

### Sozialer und ehrenamtlicher Einsatz
Neben seiner beruflichen Tätigkeit ist Grasselli vielfältig sozial und ehrenamtlich engagiert. Von 1977 bis 2007 war er 30 Jahre lang als stellvertretender Kreisvorsitzender des DRK-Kreisverbandes Bodenseekreis tätig. Zudem war er langjähriger Vorsitzender des Deutschen Roten Kreuzes im Ortsverband Tettnang. Im Sommer 2021 stiftete Grasselli der Tettnanger Musikschule einen Grotrian-Steinweg Flügel, was mit einem Sonderkonzert junger Preisträger des bundesweiten Wettbewerbs Jugend musiziert gewürdigt wurde. Im März 2022 schenkte Grasselli den Staatlichen Schlössern und Gärten Baden-Württemberg einen kunstvollen Lehnstuhl der einstigen Heiligkreuztaler Äbtissin Maria Josepha von Holzapfel. Die Schenkung nahm ob ihrer kulturhistorischen Bedeutung der baden-württembergische Ministerpräsident Winfried Kretschmann persönlich im Museum des Klosters Heiligkreuztal entgegen.

## Ehrungen und Auszeichnungen
- 2006: Verdienstkreuz am Bande des Verdienstordens der Bundesrepublik Deutschland[13][14]

## Veröffentlichungen
- Viktor Grasselli: Tettnang – die kleine Residenz. Bürgermeisteramt Tettnang, 1979
- Viktor Grasselli et al.: Landesplanungsgesetz und Landesentwicklungsplan Baden-Württemberg: Aufgaben und Chancen für die Regionen – Regionalplanertagung Baden-Württemberg 2004. ARL Verlag, 2006